# 2016 QP134
2016 QP134 est un objet transneptunien faisant partie des objets détachés.

## Caractéristiques
2016 QP134 mesure environ 194 kilomètres de diamètre.